# Dmitri Alexandrowitsch Jemez

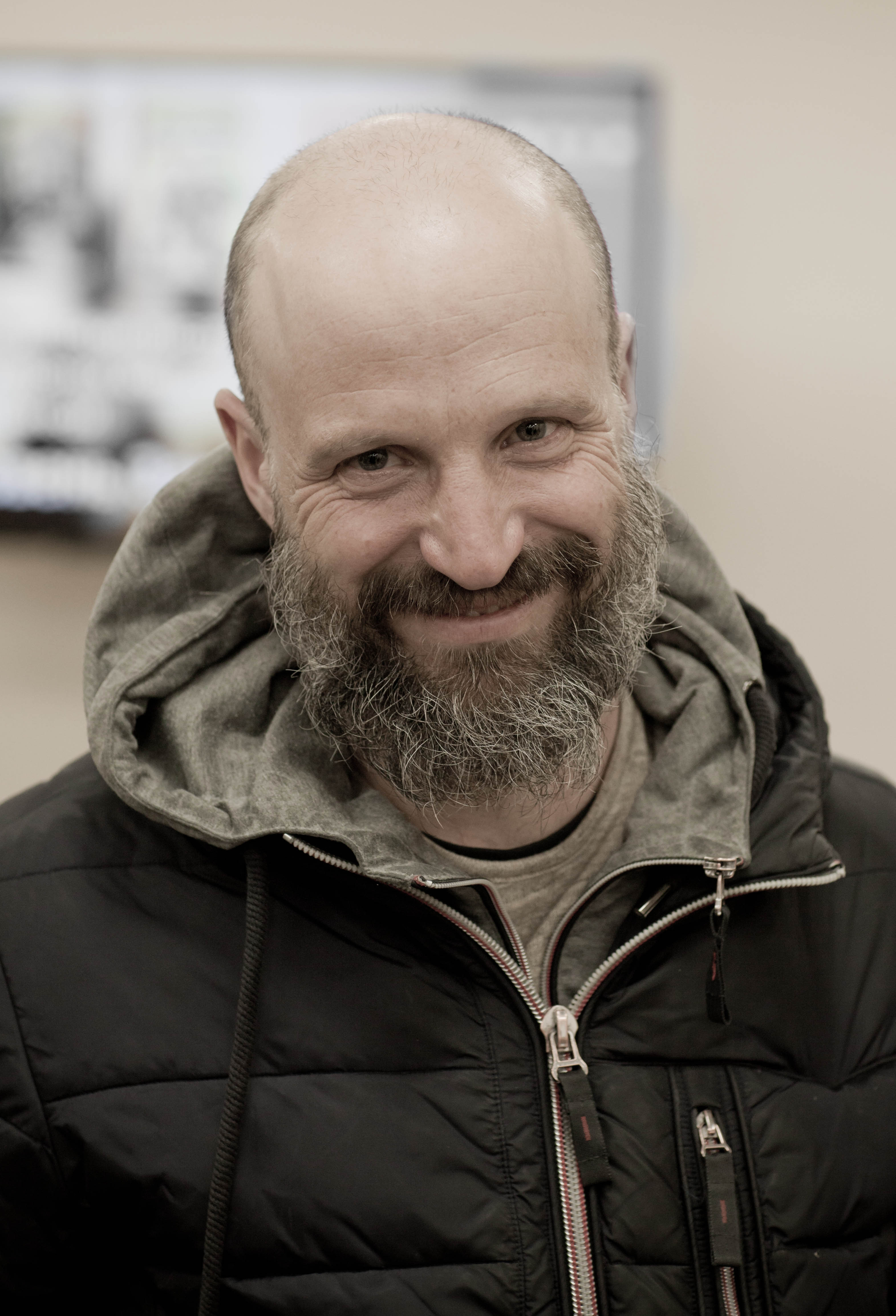
Dmitri Alexandrowitsch Jemez, 2019

Dmitri Alexandrowitsch Jemez (russisch Дми́трий Алекса́ндрович Емец, * 27. März 1974 in Moskau) ist ein russischer Autor von Kinder- und Jugend-Fantasyliteratur.
Er ist bekannt für seine  Tanja-Grotter-Reihe und ihre Ableger, die er als eine Parodie oder alternativ als „eine Art russische Antwort“ auf Harry Potter sieht. Ihm wurde wiederholt von  J.K. Rowling gedroht, dass sie ihn verklagt; dennoch sind die Bücher weiterhin sehr beliebt und das erste, Der magische Kontrabass, hat sich mehr als 100.000 Mal verkauft. Trotz Spekulationen um eine Verfilmung seiner Bücher wurde bisher keine durchgeführt, wahrscheinlich aufgrund von rechtlichen Gründen. Jedoch wurde ein Theaterstück, das auf den Büchern basiert, zum Erscheinen des 9. Buches in Buchhandlungen aufgeführt. Nach dem dritten Buch löste sich  Tanja Grotter von der Vorlage und wurde von einer Parodie zu einer unabhängigen Buchreihe.
Der Autor der Tanja-Grotter-Reihe schrieb außerdem Methodius Buslaev, Filja Hitditch, Space pirate Krox und Mutants.
Er sagte einmal: „Die Geschichte mit dem Rechtsstreit ist nicht sehr angenehm für mich. Jedoch denke ich, dass die Tatsache, dass  J.K. Rowlings Anwälte mich vor Gericht verklagten ihre Schwäche bezeugt. Ich hoffe, dass Tanja Grotter stärker als das Gericht ist.“
Eine niederländische Übersetzung von Tanja Grotter und der Magische Kontrabass wurde allerdings 2003 gerichtlich verboten, nachdem die Autorin Rowling auf Urheberrechtsverletzung geklagt hatte, obwohl der russische Verlag und Jemez versucht hatten, die Werke als erlaubte Parodie zu deklarieren.
Jemez ist verheiratet und hat sieben Kinder.